# 뫼르스
뫼르스(독일어: Moers)는 독일 서부 노르트라인베스트팔렌주에 있는 도시이다. 인구 105,929(2009).
라인강 서안에 위치하며, 뒤스부르크에 인접해 있다. 12세기부터 알려졌고, 성곽이 건설되었다. 네덜란드 독립전쟁 때 스페인·네덜란드에 정복되어 오라녜 공 나사우의 마우리츠에 넘어갔다가 1702년 윌리엄 3세가 죽은 후 프로이센으로 귀속되었다. 1795년 프랑스로 넘어갔다가 빈 회의로 1815년 다시 프로이센에 속했다. 그 후 루르 지방의 발전과 함께 광공업 중심지 중 한 곳이 되었다. 1970년대부터 국제적인 아방가르드 재즈 페스티벌이 열리고 있다.